# Тирасполеведение
Тирасполеведение — школьный предмет, который по разработке Министерства просвещения Приднестровской Молдавской Республики начал изучаться в школах Тирасполя начиная с 1 сентября 2011 года, а обучение стало шестидневным.
В основе предмета идёт изучение истории и географии Тирасполя, а также посещаются выставки и другие объекты культуры города.

## Общие сведения
Инициатива введения предмета «Тирасполеведение» в школьную программу городских учебных заведений была начата в ноябре 2008 года. Постоянная депутатская комиссия Тираспольского горсовета по народному образованию выступила с обращением к пресс-службе городского совета народных депутатов города Тирасполь. В рамках гранта для разработки школьной программы для предмета в 2008 году было выделенно 50 тысяч рублей ПМР.
Программу курса «Тирасполеведение» разработали преподаватели-историки, а рецензирование дисциплины провели сотрудники Приднестровского государственного института развития образования, Тираспольского объединенного музея и ученые-историки ПГУ.